# Sztuka analityczna

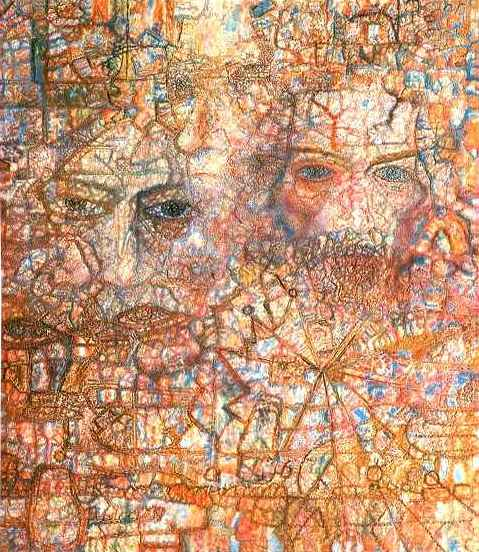
Pawieł Fiłonow, Twarze, olej na papierze

Sztuka analityczna (ros. aналитическое искусство) – kierunek w rosyjskiej sztuce awangardowej XX wieku.
Nazwa i podstawy teoretyczne kierunku zostały wprowadzone w latach 20. przez rosyjskiego malarza Pawła Fiłonowa i grupę jego uczniów. Założyli oni w 1925 w Leningradzie grupę twórczą pod nazwą „Mistrzowie sztuki analitycznej” (ros. Мастера аналитического искусства). Grupa działała oficjalnie do 1932, ale faktycznie zajęcia w pracowni Fiłonowa trwały aż do jego śmierci w czasie blokady miasta w 1941. Skład grupy zmieniał się w różnych okresach, i obejmował około 70 artystów, głównie malarzy i grafików. Trzon grupy tworzyli między innymi Paweł M. Kondratjew, Andriej Saszin, Wasilij Kupcow, Sofija L. Zaklikowskaja, Wsiewołod A. Silimo-Samuiłło. W dorobku grupy prócz malarstwa sztalugowego są projekty scenografii, grafiki propagandowej, ilustracji i grafiki książkowej. Po początkowych sukcesach, wystawach i przychylności krytyki, w miarę narastania tendencji socrealistycznych w sztuce radzieckiej, grupa zaczęła być zwalczana jako niewłaściwa ideologicznie. Pozostawała mało znana, aż do pieriestrojki. Pokazane pierwszy raz w Europie prace Fiłonowa i jego uczniów na wystawie w Centre Georges Pompidou w 1990 wywołały duże zainteresowanie krytyki i publiczności.
Sztuka analityczna charakteryzowała się drobiazgowym analizowaniem szczegółów rzeczywistości, często idącym w kierunku rozbijania obrazu na mikroskopijne, autonomiczne fragmenty. Fragmentacja obrazu niekiedy szła w stronę pozornie abstrakcyjnego ornamentu, niekiedy miniaturyzacja części składowych zaczynała przypominać puentylizm.